# Margarete von Frankreich (1158–1197)

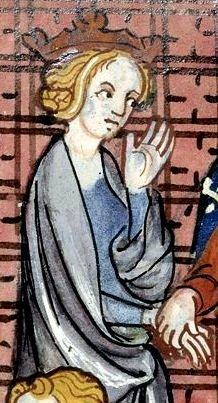
Margarete von Frankreich

Margarete von Frankreich, Marguerite Capet (* ca. 1158; † 1197 in Tyros), Prinzessin von Frankreich, war die Ehefrau von Heinrich dem Jüngeren, Mitkönig von England und später von König Béla III. von Ungarn. Sie war die älteste Tochter von König Ludwig VII. von Frankreich aus seiner 2. Ehe mit Konstanze, Tochter von König Alfons VII. von Kastilien.

## Geschichte
Noch während ihrer Säuglingszeit wurde Marguerite im August 1158 mit Prinz Heinrich von Anjou-Plantagenet (* 28. Februar 1155; † 11. Juni 1183), damals knapp drei Jahre alt, verlobt. Das sicherte Heinrichs Vater, König Heinrich II. von England, die versprochene Mitgift, das Vexin und seine Grenzburgen. Die Verlobung war das Resultat einer Versöhnungspolitik zwischen dem französischen König und Heinrich, der wegen seines französischen Territorialbesitzes gleichzeitig Vasall des französischen Königs war. Heinrich war mit Eleonore von Aquitanien verheiratet, die die erste Ehefrau Ludwigs gewesen war. Die Ehe hatte 15 Jahre Bestand gehabt, aus ihr war aber kein männlicher Thronfolger hervorgegangen, weshalb sie 1152 schließlich wegen zu enger Blutsverwandtschaft annulliert wurde. Eleonore heiratete daraufhin ohne Zustimmung ihres Ex-Mannes Heinrich, damals erst nur Anwärter auf den englischen Thron. Ludwig weigerte sich zunächst, Heinrichs Ansprüche auf Aquitanien anzuerkennen. Es gab jedoch im feudalen Recht keine förmlichen Bestimmungen, gegen die Heinrich durch seine Heirat mit Eleonore so eindeutig verstoßen hätte, dass man ihn dafür mit der Einziehung seiner territorialen Besitzungen hätte bestrafen können. Es bedurfte trotzdem erst einiger militärischer und diplomatischer Wechselspiele, bis der mittlerweile wieder verheiratete Ludwig im August 1154 offiziell auf den Titel eines Herzogs von Aquitanien verzichtete.
Margarete von Frankreich wurde ihrem späteren Schwiegervater übergeben, der ihre Erziehung übernehmen sollte. Ludwig setzte sich allerdings mit der Forderung durch, das Kind dürfe nicht am Hof der Plantagenets aufwachsen, wo aus seiner Sicht die Gefahr bestand, dass es in den Haushalt seiner Ex-Gattin Eleonore kommen würde.
Um die strategisch äußerst wichtige Burg und das Umland möglichst schnell zu erhalten, wurden die beiden Kinder sehr früh miteinander verheiratet. Die Hochzeitszeremonie fand Anfang November 1160 in Le Neubourg statt, obwohl Braut und Bräutigam mit ihren zwei beziehungsweise fünf Lebensjahren zu jung waren, um ihre Einwilligung geben zu können, wie dies nach kanonischem Recht erforderlich gewesen wäre. Außerdem konnte das englische Königspaar durch diese Vermählung darauf hoffen, die Kronen von England und Frankreich auf dem Haupt ihres Sohnes vereint zu sehen, sollte Marguerites Vater, König Ludwig VII., keinen Sohn mehr zeugen. Für Ludwig VII. bedeutete die anberaumte Hochzeit, dass das normannische Vexin mindestens ein Jahrzehnt früher, als er erwartet hatte, in den Besitz der Plantagenets übergehen würde.
Heinrich der Jüngere wurde wie üblich bereits zu Lebzeiten seines Vaters gekrönt. Es ist nicht klar, warum Margarete bei dieser Zeremonie nicht gekrönt wurde. Es scheint, als sei Margarete bei ihrer Schwiegermutter in Caen geblieben. Es ist nicht klar, ob dies Absicht war, um damit möglicherweise ihren Vater zu brüskieren. Margarete von Frankreich wurde schließlich am 27. August 1172 in der Kathedrale von Winchester gekrönt. Auch Heinrich dem Jüngeren wurde bei dieser Zeremonie ein zweites Mal die Krone aufgesetzt. Marguerite gebar einen Sohn, Wilhelm (* 19. Juni 1177; † 22. Juni 1177). 1183 erkrankte Heinrich an der Ruhr und starb am 11. Juni 1183.
Drei Jahre später heiratete Margarete König Béla III. von Ungarn. Nach dessen Tod 1196 unternahm sie eine Pilgerfahrt ins Heilige Land. Kurz nach ihrer Ankunft in Tyros verstarb Margarete von Frankreich im Alter von 39 Jahren und fand ihre letzte Ruhestätte im Chor der Kirche zu Tyros.

## Ehen und Nachkommen
Margarete war zwei Mal verheiratet und hatte einen Sohn:
- 1. ⚭ Heinrich dem Jüngeren (1160)
  - Wilhelm (* 19. Juni 1177; † 22. Juni 1177)
- 2. ⚭ König Béla III. von Ungarn (1186)

## Einzelbelege
1. ↑   Turner, S. 180
2. ↑  Turner, S. 145
3. ↑  Turner, S. 181
4. ↑  Turner, S. 184
5. ↑  Turner, S. 250

| Vorgängerin        | Amt                          | Nachfolgerin         |
| ------------------ | ---------------------------- | -------------------- |
| Agnes de Châtillon | Königin von Ungarn 1186–1197 | Konstanze von Aragón |

| Personendaten    | Personendaten             |
| ---------------- | ------------------------- |
| NAME             | Margarete von Frankreich  |
| ALTERNATIVNAMEN  | Marguerite Capet          |
| KURZBESCHREIBUNG | Prinzessin von Frankreich |
| GEBURTSDATUM     | 1158                      |
| STERBEDATUM      | 1197                      |
| STERBEORT        | Tyros                     |